# Schweizerische Aktionskomitee für Frauenstimmrecht
Schweizerische Aktionskomitee für Frauenstimmrecht, var en kvinnoförening i Schweiz, grundad 1945.
Den spelade en viktig roll i den slutliga och framgångsrika kampanjen för kvinnlig rösträtt, som slutade i seger efter 1971 års folkomröstningar i Schweiz. 